# Gouverneurvat
Het gouverneursvat (Chinees: Du mai) is het onderste deel van de hara lijn en loopt vanaf het perineum achterlangs het bekken, benen via de voeten naar de voorzijde van de benen omhoog en kruist weer bij het perineum naar achteren. Het bovenste deel van de hara lijn wordt conceptievat genoemd. Door dit kanaal zou de prana stromen.
Het gouverneurvat wordt gebruikt bij oosterse filosofieën zoals meditatie, yoga en acupunctuur. Volgens de meridianenleer is het gouverneurvat het verzamelkanaal van alle yang meridianen.